# Tray Deee
Tray Deee (artistnamn för Tracy Lamar Davis) är en amerikansk rappare född 27 april 1966. Han skrev först kontrakt med skvibolaget Death Row Records och sedan Dogghouse Records (idag Doggystyle Records). Han blev en medlem i gruppen Tha Eastsidaz (tillsammans med Snoop Dogg och Goldie Loc) som sålt platinum.
Innan han blev en rappare var han inblandad i gäng och brottslighet. Han blev 2005 dömd till 12 år i fängelse för mordförsök.

## Diskografi

### Soloalbum
- 2002 - General's List

### Album med Tha Eastsidaz
| År   | Titel                                 | Sålda album |
| ---- | ------------------------------------- | ----------- |
| 2000 | Snoop Dogg Presents Tha Eastsidaz     | 1.000.000+  |
| 2001 | Duces 'n Trayz: The Old Fashioned Way | 500.000+    |